# Sphagnicola marchantiae
Sphagnicola marchantiae är en svampart som beskrevs av Velen. 1934. Sphagnicola marchantiae ingår i släktet Sphagnicola och familjen Leotiaceae.   Inga underarter finns listade i Catalogue of Life.